# OVER THE MONOCHROME RAINBOW featuring SHOGO HAMADA
『OVER THE MONOCHROME RAINBOW featuring SHOGO HAMADA』（オーバー・ザ・モノクローム・レインボウ・フィーチャリング・ショウゴ・ハマダ）は、2003年3月19日にソニー・ミュージックエンタテインメントから発売されたゲーム作品。浜田省吾を題材にした異色の作品である。
現在は、発売元であるソニー・ミュージックエンタテインメントがビジュアル・ソフトの販売から撤退したため廃盤となっている。

## 概要
本作を発案したのは、浜田のツアー・メンバーであるキーボード及びシンセサイザー奏者の福田裕彦。脚本・音楽・総監督を務めている。
1998年から2001年まで続く浜田のロングツアー「ON THE ROAD 2001」に参加していた福田が、ホームページ上でツアーの舞台裏などを綴った日記を書いており、それを見た浜田に「福ちゃん、これ面白いから、まとめて本にしなよ」と提案された。しかし、福田は「そんなものを出しても、売れるに決まっている。どうせなら違うことをやりたい」と考えてこのゲームを制作した。浜田が主人公となり、その歌声によって世界を救うという、従来の浜田のイメージでは考えられないような世界観になっている。また、アニメーション部分では浜田も本人役で声優として出演している。

## キャスト
浜田省吾（声：浜田省吾）
かの地（地球）のミュージシャン。異世界「アレット」に満ちた瘴気（グラルエナジー）を浄化することが出来るのは、彼の歌声と、その歌声に響き合う人々の心のパワーだけ。主人公と共に異世界でのコンサート・ツアーへと旅立つ。
主人公（声：鈴村健一）
ごく平凡なサラリーマン。ラデューグの力によりオフィスの窓から「祈りの虹」を見て、浜田と二人で異世界「アレット」へと召喚される。浜田省吾のコンサートのプロデュースを任され、歌声によって世界を救う。
アワキン（声：槐柳二）
アレットの科学者。300歳くらいの老人で、今回のコンサート・ツアーの立案者。
ラデューグ（声：中田譲治）
言葉を喋り、空中を浮遊する「魔楽器」。浜田省吾の楽器となる。
アダマ（声：小杉十郎太）
トリステス（声：川村万梨阿）
グラルエナジー（声：飯塚昭三）
トベル（声：真内みーや）
同僚A（声：内田大加宏）
同僚B（声：安彦不二男）
同僚C（声：高橋利幸）
同僚D（声：杉山磁美）
同僚E（声：渡辺智美）

## スタッフ
- 総監督：福田裕彦
- ゼネラルプロデューサー：盛田昌夫
- エグゼクティブプロデューサー：高橋信彦、秦幸雄
- アニメーション監督・キャラクターデザイン・総作画監督：黄瀬和哉
- 脚本・音楽：福田裕彦
- コンテ・演出：若林漢二、橘正紀
- 作画監督：神戸洋行
- 美術監督：小倉宏昌
- 原画：高見明男、本田雄
- 撮影監督：古川誠
- ヴィジュアルエフェクト：江面久、斎藤暁、亀井幹太
- 音響監督：田中英行
- アニメーションプロデューサー：森下勝司
- エグゼクティブプロデューサー：石川光久
- アニメーション製作：Production I.G
- 監修：ロード&スカイ
- 主題歌：「モノクロームの虹」／浜田省吾

## エピソード
アニメーション部分の制作は、『攻殻機動隊』などで知られるプロダクションI.Gの黄瀬和哉。彼自身も浜田のファンであり、本作の制作を引き受けた理由を「本物の浜省に会えるから」と答えている。他にもプロダクションI.Gの面々が総出演している。
声優陣も豪華な面々が出演しており、浜田も声優に初挑戦している。共演した鈴村健一は、浜田を「すごくいい人だった」「サングラスはしていなかった」と述べている。
総監督の福田裕彦は「マニアックなファンから『続編を作ってくれ』って言われるんだけど、ちょっと無理。お金ないから」と述べている。また、福田は本作のサウンドトラック盤も発売している。
ゲーム本編の3章と7章をクリアすると、特典映像として浜田の360°ライブを観ることができる。演奏は「ON THE ROAD 2001」のメンバーで、国立代々木競技場第一体育館での「勝利への道」「さよならゲーム」の特別ライブを鑑賞できる。
2013年に浜田、本ゲームのファンである、いと、まほろば の高坂雄貴からの申し入れで、福田公認のもと、舞台演劇版として公開された。